# Armée de l'air du Sénégal
L'Armée de l'air du Sénégal, nota anche con la sigla AlAS, tradotto dalla lingua francese Arma aerea del Senegal ed internazionalmente nota con la dizione in lingua inglese Senegalese Air Force e con la sigla SAF, è l'attuale aeronautica militare del Senegal e parte integrante, assieme ad esercito e marina, delle forze armate del Senegal.
L'arma aerea venne istituita ufficialmente il 1º aprile 1961 ed il suo quartier generale si trova attualmente ad Ouakam, nei pressi della capitale Dakar, sul lato opposto dell'Aeroporto di Dakar-Léopold Sedar Senghor. La forza aerea ha il compito di difendere lo spazio aereo del Senegal, proteggere le aree aeroportuali, supportare le altre forze armate senegalesi, espletare missioni medevac e svolgere servizio di pattugliamento marittimo. Le risorse finanziarie restano un costante problema per l'Armée de l'air du Sénégal ed il crescente costo del combustibile limita il numero di ore di volo disponibili.

## Aeromobili in uso
Sezione aggiornata annualmente in base al World Air Force di Flightglobal del corrente anno. Tale dossier non contempla UAV, aerei da trasporto VIP ed eventuali incidenti accorsi durante l'anno della sua pubblicazione. Modifiche giornaliere o mensili che potrebbero portare a discordanze nel tipo di modelli in servizio e nel loro numero rispetto a WAF, vengono apportate in base a siti specializzati, periodici mensili e bimestrali. Tali modifiche vengono apportate onde rendere quanto più aggiornata la tabella.
| Aeromobile                       | Origine          | Tipo                              | Versione (denominazione locale) | In servizio (2024) | Note | Immagine |
| Aerei per impieghi speciali      |                  |                                   |                                 |                    | |          |
| CASA CN-235                      | Spagna Indonesia | aereo da pattugliamento marittimo | CN-235 MPA                      | 1                  | 1 CN-235-200 da pattugliamento marittimo ordinato ad agosto 2017, consegnato a marzo 2021 ed entrato in servizio aprile 2021. Un ulteriore CN-235-200 da pattugliamento marittimo ordinato a maggio 2020, con consegna prevista per il 2021. |          |
| IPTN NC-212                      | Spagna Indonesia | aereo da pattugliamento marittimo | NC-212-200 MPA                  | 0                  | NC-212-200 MPA ordinati. |          |
| Aerei da trasporto               |                  |                                   |                                 |                    | |          |
| CASA CN-235                      | Spagna           | aereo da trasporto                | CN-235-220                      | 2                  | 1 CN235-220M da trasporto ordinato a novembre 2014 e consegnato a gennaio 2017. 2 CN-235 usati, anch'essi costruiti entrambi in Indonesia, ed ex esemplari della compagnia aerea indonesiana Merpati Nusantara Airlines, aggiornati alla configurazione militare CN-235-220M e consegnati nel novembre 2010 e nell'agosto 2012. Uno dei due CN-235 usati è stato successivamente venduto alla Guinea. |          |
| Airbus C-295                     | Unione europea   | Aereo da trasporto                | C-295W                          | 1                  | 2 C-295W ordinati, il primo dei quali è stato consegnato il luglio 2022. |          |
| Beechcraft Super King Air        | Stati Uniti      | Aereo da trasporto                | B200                            | 2                  | |          |
| Aerei da addestramento           |                  |                                   |                                 |                    | |          |
| Aérospatiale TB-30 Epsilon       | Francia          | Aereo da addestramento            | TB-30                           | 6                  | 6 TB-30 ex Armée de l'Air ricevuti tra il 2014 ed il 2019. |          |
| KAI KT-1 Woongbi                 | Corea del Sud    | Aereo da addestramento            | KT-1S                           | 4                  | 4 ordinati a luglio 2016, i primi due dei quali consegnati a maggio 2020. |          |
| Diamond DA42                     | Austria          | Aereo da addestramento            | DA42                            | 4                  | |          |
| Elicotteri                       |                  |                                   |                                 |                    | |          |
| Eurocopter AS355                 | Francia          | Elicottero utility                | AS 355F1                        | 1                  | |          |
| Bell 206                         | Stati Uniti      | elicottero utility                | B206                            | 1                  | |          |
| Mil Mi-2                         | Russia Polonia   | elicottero leggero utility        | Mi-2                            | 2?                 | |          |
| Mil Mi-17                        | Russia           | elicottero multiruolo             | Mi-17-1VMi-171E                 | 3                  | 2 Mi-17-1V acquistati dalla Russia nel 2004, più un Mi-171E acquistato dalla Slovacchia nel 2015; uno di questi andò perso in un incidente nel marzo 2018. Un ulteriore Mi-17-1V fu consegnato il 2 dicembre 2023. |          |
| Mil Mi-24                        | Russia           | Elicottero d'attacco              | Mi-24V                          | 5                  | 3 esemplari ex slovacchi, aggiornati in Polonia. |          |
| Sud-Aviation SA 316 Alouette III | Francia          | Elicottero utility                | SE3160                          | 1                  | |          |
| Bell 505 JetRanger X             | Stati Uniti      | elicottero da addestramento       | Bell 505                        | 3                  | |          |
| Hughes 269                       | Stati Uniti      | elicottero da addestramento       | H269                            | 6                  | |          |